# Limerick
Limerick (/ lɪmrɪk, -mərɪk /; irsko Luimneach [l̪imʲɨnʲəx]) je mesto v grofiji Limerick na Irskem v srednji zahodni regiji in je tudi del province Munster. Mesto Limerick in svet grofije sta lokalna oblast. Leži ob reki Shannon z zgodovinskim jedrom mesta na Kraljevem otoku, ki ga omejujeta Shannon in reka Abat. Limerick je ob začetku estuarija reke Shannon, kjer se reka razširja, preden steče v Atlantski ocean. Ima 94.192 prebivalcev (popis 2016), je tretje najbolj urbano območje v državi in četrto pomembno mesto na irskem otoku.

## Zgodovina

### Antika in srednji vek
Luimneach se je prvotno nanašal na splošno območje vzdolž obale reke Shannon, znane kot Loch Luimnigh. Najstarejša naselbina v mestu, Inis Sibhtonn, je bila izvirno ime Kraljevega otoka med obdobjema pred Vikingi in v vikinški dobi. Ta otok se je imenoval tudi Inis in Ghaill Duibh, »otok temnolasega otočana«. Ime je zapisano v virih kot Hlymrekr.
Mesto datira v leto 812, kar je najzgodnejša naselitev; zgodovina pa kaže,  da so tu bila  zgodnja naselja na območju okrog Kraljevega otoka, otoka v zgodovinskem središču mesta. Geograf Ptolemaj je okoli leta 150 izdelal najzgodnejši zemljevid Irske, ki prikazuje mesto, imenovano Regia, na istem kraju, kot je Kraljevi otok. Tu je bila pomembna bitka, pri kateri je sodeloval Cormac mac Airt leta 221, sveti Patrik je bil tu leta 434, ko naj bi krstil eóganachtskega kralja Carthanna the Faira. Sveti Munchin, prvi škof Limericka, je umrl leta 652, kar kaže, da je bilo mesto pomembno. Leta 812 so Vikingi vpluli v Shannon, oplenili mesto, požgali samostan Mungret, vendar so bili prisiljeni pobegniti, ko so jih Irci napadli in številne pobili.  Normani so preuredili mesto v 12. stoletju in dodali veliko najpomembnejših arhitekturnih zgradb, kot sta grad kralja Ivana brez dežele in stolnica svete Marije. 
V zgodnjem srednjeveškem obdobju je bil Limerick središče kraljestva Thomond, ki ustreza današnji Srednjezahodni regiji, vendar pa je kraljestvo vključevalo tudi severni Kerry in dele južnega Offalyja. Eden najpomembnejših kraljev je bil Brian Boru, prednik O'Brienovega klana Dalcassians. Beseda Thomond je sinonim za regijo in je ohranjena v krajevnih imenih, kot so Thomondgate, Thomondski most in Thomondski park.

### Pozna renesansa/zgodnja moderna zgodovina
Limerick se je v 16. in 17. stoletju pogosto imenoval najlepše mesto na Irskem. Anglež sodnik Luke Gernon, prebivalec Limericka, je leta 1620 zapisal, da se je ob svojem prvem pogledu na mesto čudil nad veličastnostjo »visokih stavb iz marmorja, kot so kolidži v Oxfordu«. 
V civilnih vojnah 17. stoletja je mesto igralo ključno vlogo, leta 1651 ga je oblegal Oliver Cromwell, v 1690-ih dvakrat pa Viljem Oranski. Pogodba iz Limericka je končala vojno na Irskem, ki je potekala med zagovorniki katoliškega kralja Jakoba II.  in protestantskega kralja Viljema Oranskega. Pogodba je omogočala strpnost do katolicizma in popolne zakonske pravice katolikom, ki so prisegli zvestobo Viljemu III. in Mariji II. Pogodba je bila državnega pomena, saj je zagotovila tesnejšo britansko in protestantsko prevlado nad Irsko. Protestantski irski parlament ni sprejel členov pogodbe o varstvu katoliških pravic, ki je precej posodobila zakone proti katolikom, kar je imelo pomembne posledice za irsko zgodovino. Pravzaprav je bila pogodba podpisana na  pogodbenem kamnu (Treaty Stone), nepravilnem bloku apnenca, ki je bil nekoč pritrdilni kamen za konje. Ta kamen je zdaj prikazan na podstavku pri Clancy Strand. Zaradi pogodbe je Limerick včasih znan kot pogodbeno mesto. To nemirno obdobje je mestu dalo geslo: Urbs antiqua fuit studisque asperrima belli (Staro mesto, dobro poučeno o vojni umetnosti).
Mirni časi, ki so sledili pretresom poznega 17. stoletja, so omogočili, da se je v mestu v 18. stoletju razvila trgovina. V tem času se je pristanišče uveljavilo kot eno glavnih trgovskih pristanišč na Irskem, izvažali so kmetijske pridelke z enega najbolj plodnih območij, Golden Vale, v Veliko Britanijo in Ameriko. Povečanje trgovine in bogastva, zlasti med trgovskimi razredi v mestu, je zaznamovalo hitro širitev mesta, ko se je začel oblikovati georgijanski Limerick. To je mestu dalo današnjo podobo z obsežnimi tlakovanimi ulicami in lepimi georgijanskimi mestnimi hišami, ki še danes krasijo središče mesta. Železnica Waterford & Limerick je leta 1848 povezala mesto z železniško progo Dublin–Cork in leta 1853 do Waterforda. Odprtje številnih drugotnih železnic je v naslednjih desetletjih razvilo Limerick kot regionalno prometno središče. Gospodarsko nazadovanje zaradi evropskih težav zaradi francoske revolucije in napoleonskih obdobij ter po zakonu o uniji leta 1800 in veliki irski lakoti leta 1848 je povzročilo, da je bila večina 19. stoletja težko obdobje.

### 20. stoletje
V prvem desetletju 20. stoletja je bil proti majhni judovski skupnosti sprožen gospodarski bojkot v Limericku, ki je trajal več kot dve leti. Spremljali so ga številni napadi, metanje kamnov in ustrahovanje, zaradi česar so mnogi Judje zapustili mesto. Leta 1904 ga je sprožil misijonski redovnik John Creagh.
Med irsko vojno za neodvisnost je  med 15. in 27. aprilom 1919 obstajal limeriški sovjet. Kot protest proti izjavi britanske vojske o "posebnem vojaškem območju" v okviru Zakona o zaščiti kraljestva, ki je pokrival večino mesta Limerick in del grofije, so trgovci in svet delavcev organizirali splošno stavko. Med stavko je bil ustanovljen poseben stavkovni odbor, ki je natisnil svoj denar, nadziral cene hrane in objavljal časopise.
Do sredine 20. stoletja sta Limerick zaznamovala gospodarska stagnacija in upad, saj je bilo več tradicionalnih industrijskih obratov zaprtih ali so zapustili mesto. Leta 1942 je bilo letališče Shannon (20 km zahodno od mesta) prvič odprto za čezatlantske polete. Leta 1959 je bila odprta  prostotrgovinska cona Shannon, ki je v to regijo privabila veliko multinacionalnih podjetij. Dolga kampanja za izobraževalni inštitut tretje stopnje, ki je v mestu, se je končala z ustanovitvijo podjetja NIHE Limerick leta 1969, ki je leta 1989 postal Univerza v Limericku.

## Geografija
V metropolitanskem območju Limerick City živi 104.952 ljudi. 1. junija 2014 po združitvi mesta Limerick in sveta grofije je bila ustanovljena nova mestna grofija Limerick. Limerick je eno od mest koridorja Cork−Limerick−Galway, ki ima 1 milijon prebivalcev. Leži na strateškem položaju ob reki Shannon s štirimi glavnimi križišči v bližini središča mesta. Južno od mesta je Golden Vale, območje bogatih pašnikov. Zgodovinsko gledano je bila večina mestne industrije zasnovana na tem bogatem kmetijskem zaledju, kar še posebej velja za Limerick Ham.

### Podnebje
Podnebje je zmerno oceansko (Köppen Cfb). Meteološki zavod (Met Éireann) vzdržuje vremensko postajo na letališču Shannon, 20 kilometrov zahodno od mesta v okrožju Clare. Letališče Shannon ima vsako leto 977 milimetrov padavin, v glavnem dež. Limerick ima blago podnebje, povprečna dnevna najvišja temperatura v juliju je 20 °C in povprečna dnevna najnižja v januarju je 3 °C. Najvišja temperatura je bila v letu 1995 31,6 °C in najnižja −11,4 °C v letu 2010. Limerick je najbolj oblačno mesto v državi, v povprečju ima le 1295 sončnih ur letno, 3,5 ure sonca na dan.

### Demografija
Limerick je uradno tretje največje mesto na Irskem (po Dublinu in Corku) s 94.192 (mestno) oziroma 104.952 (metropolitansko) prebivalca po popisu organizacije civilne družbe leta 2016. Pri preteklem popisu so poročali o velikem upadanju prebivalstva na osrednjih mestnih območjih, deloma zaradi regeneracije v Limericku, pa tudi selitve po propadu lokalnega in nacionalnega gospodarstva od leta 2008.  Širše mestno območje, kot ga je opredelila EU, ima 162.413 prebivalcev. Limerick ima narodnostno mešano prebivalstvo in veliko priseljensko skupnost, ki se je v obdobju keltskega tigra in naslednjem desetletju še posebej hitro razvijala. Poljska skupnost je druga največja zunaj Dublina, v kateri živi in dela približno 10.000 ljudi. Prva poljska banka na Irskem je bila ustanovljena leta 2007. Afriška skupnost je ustanovila številne cerkve, ki so zdaj del kulturne sestave mesta.

## Kultura
Leta 2014 je Limerick postal irsko mesto kulture. Vse leto so se po vsem mestu odvijali številni umetniški in kulturni dogodki.
Limeriška galerija umetnosti na trgu Pery je glavno prizorišče razstav sodobne umetnosti. Je sedež stalne zbirke irske umetnosti, ki prikazuje dela iz zgodnjega 18. do 20. stoletja. V galeriji je tudi irska zbirka sodobnih risb, ki jo je leta 1987 ustanovil umetnik Samuel Walsh. Glavni dogodek limeriške sodobne umetnosti je EVA International, irski bienale sodobne umetnosti, (nekdanji EV + A − razstava vizualne + umetnosti) je vsaki dve leti in vključuje sodobna umetniška dela mednarodnih in irskih umetnikov.
Gledališče Lime Tree je bilo 30. oktobra 2012 uradno odprto v kampusu kolidža Brezmadežne Marije (Mary Immaculate College). Sodobno prizorišče gosti gledališče, glasbo, komedijo, tradicionalne umetnosti, predstave in šolske konference.
Center pisateljev v Limericku je bil ustanovljen leta 2008 in skrbi za široko ponudbo dejavnosti v mestu. Limerick je že od nekdaj znan po svoji strasti za umetnost, kulturo in dediščino, zato se je treba spomniti nekaj znanih osebnosti, med katerimi je tudi dobitnik Pulitzerjeve nagrade Frank McCourt; znani romanopisci so Kate O'Brien, Michael Curtin in v zadnjem času Kevin Barry in Donal Ryan. Pesniki so tudi veliko prispevali k literarni dediščini, kot so Michael Hogan, Desmon O'Grady, John Liddy ... seznam se nadaljuje in dokazuje, da sta literatura in pisanje ena glavnih ustvarjalnih dejavnosti, s katero se lahko ponaša mesto.
Irski komorni orkester in Irski svetovni glasbeni center imata sedež na Univerzi v Limericku. Univerza ima najsodobnejšo koncertno dvorano s tisoč sedeži, ki pogosto gosti tuje izvajalce. V mestu je živahna glasbena scena, ki je ustvarila skupine, kot so The Cranberries in MonoBand kitarista Noela Hogansa, The Hitchers in še mnoge druge. Svetovno znani elektronski glasbenik Richard D. James, bolj znan kot Aphex Twin, se je rodil v Limericku leta 1971. Umetnostna galerija in Umetniški kolidž (Art College) skrbita za slikarstvo, kiparstvo in uprizoritveno umetnost vseh slogov.

## Šaljiva poezija
Limerik je vrsta domiselne in smešne poezije v petih verzih, pri čemer sta 3. in 4. verz krajša od drugih. Povezava pesmi z mestom je nejasna, vendar pa se ime na splošno sklicuje na mesto Limerick ali grofijo Limerick, zlasti za Maigue poets (pesniki se imenujejo po reki Maigue). Najzgodnejša znana uporaba imena limerik za to vrsto poezije je navedek iz leta 1880 v časopisu v Saint Johnu, New Brunswick, za očitno dobro znano pesem. 

## Zanimivosti
Limerick City je glavna turistična točka, le 15 minut vožnje od letališča Shannon. Turistične znamenitosti arhitekturne in zgodovinske zakladnice v mestnem središču so mestni muzej, grad kralja Ivana brez dežele (1210), stolnica svete Marije (1168), Huntov muzej, univerza, gregorijanske hiše in vrtovi ter pogodbeni kamen.
Mestno središče je razdeljeno med tradicionalna območja "angleškega mesta" na južnem koncu kraljevega otoka z gradom, "irsko mesto" s starejšimi ulicami na južnem bregu in sedanje gospodarsko središče, Newtown Pery.  Newtown Pery je bil zgrajen v poznem 18. stoletju in je nenavadno za irsko mesto in enkratno v Limericku, urejeno v mrežnem tlorisu. Mestni muzej (nekdanji mestni muzej Jima Kemmyja) je v dvorani Istabraq, mestni hiši in pristanišču. Prikazuje limeriško zgodovino in gospodarstvo. 
Gregorijansko jedro mesta z lepo gregorijansko arhitekturo v Newtown Peryju je nastalo sredi 18. stoletja. To jedro obsega ulico O'Connell Street (pred neodvisnostjo George Street) od križišča Cecil Street, ki teče na jugozahodnem koncu Crescent in jugovzhodno do ulice Pery, vključno z ulico Glentworth Street in Barrington Street. Druge arhitekturno pomembne stavbe so stolnica svetega Janeza Krstnika, ki jo je zasnoval pomemben viktorijanski arhitekt Philip Charles Hardwick in ima s 94 m najvišji zvonik na Irskem.  Stolnica svete Marije, starejša od 800 let, je ena najstarejših na Irskem. Eden najslavnejših muzejev na Irskem, Huntov muzej, ima sedež v zgodovinski hiši iz 18. stoletja. Muzej je bil ustanovljen za namestitev mednarodno pomembne zbirke približno 2000 umetniških del in starin, ki sta jih zbirala John in Gertrude Hunt. Na ogled so antrimski križ iz 9. stoletja, Picassova skica in bronasta skulptura konja, ki naj bi ga oblikoval Leonardo da Vinci.
Glavni park v Limericku je Ljudski park, ki je bil odprt leta 1877 v spomin na Richarda Russella, uglednega lokalnega poslovneža. V njem je spomenik Thomasa Springa Ricea (član parlamenta za mesto 1820−1832). V parku je veliko zrelih listavcev in zimzelenih dreves.
Središče mesta Limerick je v začetku leta 2000 precej spremenila gradnja več sodobnih visokih stavb, zlasti kot del obnove nekdanjega pristanišča. Predmestne hiše so v glavnem dvonadstropni domovi za družine, zgrajene v 1950-ih na velikih posestvih kot vladni projekti. Je tudi veliko primestnih edvardijanskih domov in starejših iz 1930-ih.
V mesto je živahno nočno življenje s številnimi nočnimi klubi in pubi. Dolanovo skladišče je priljubljeno majhno koncertno prizorišče, v katerem gostuje veliko lokalnih, nacionalnih in mednarodnih ljudskih skupin, indie,  jazzovskih in rok skupin. Sliši se tudi veliko tradicionalne irske glasbe.
V grofiji Limerick, približno 35 km (22 km/30 minut) od mesta, v vasi Adare je zanimiv pomorski muzej (Foynes Flying Boat Museum). Bunrattyjski grad v grofiji Clare je še ena lokalna zanimivost državnega pomena 15,4 km severno od mesta. Limerick je antipod otokov Campbell na Novi Zelandiji. 

## Gospodarstvo
Limerick je v osrčju regije, imenovane Midwest, znana tudi kot regija Shannon. Vključuje grofije Limerick, Clare, severni Tipperary, severozahodni Kerry in južno Offaly s središčem v Limericku in njegovi okolici v polmeru 8 km.
To območje je praktično glavna gospodarska regija zunaj Dublina in Corka. H gospodarskemu uspehu so delno prispevali Univerza v Limericku, Tehnološki inštitut Limerick, letališče Shannon in grofija Clare in Shannon Development (agencija za gospodarski razvoj), katere predhodnik je bil SFADCO (družba za razvoj letališča Free Shannon), gospodarska agencija, ki zagotavlja davčne olajšave podjetjem na območju, ki obkroža letališče Shannon. Od leta 2006 se Shannon Development večinoma ukvarja s prodajo tehnoloških parkov. Gospodarska zbornica je uspešna organizacija in je leta 2015 praznovala dvestoletnico.
Zgodovinsko gledano je gospodarstvo Limericka temeljilo na kmetijskih pridelkih zaradi glavnega pristanišča ob reki Shannon. Do sredine 18. stoletja je pristanišče Limerick postalo eno  glavnih trgovskih pristanišč Irske, skozi katero so izvažali kmetijske pridelke z najbolj plodnih območij na Irskem, znanih kot Zlata dolina (Golden Vale), pa tudi iz okoliških okrožij. Mesto je bilo eno najpomembnejših območij za predelavo mesa na Irskem, v industriji pa so prevladovale slaščice in pridelava moke. Mesto je bilo znano po svoji izdelavi slanine (Bacon Industry) sredi 20. stoletja. Ribiška industrija je nekoč zaposlovala stotine moških. Najpogosteje uporabljan čoln je bil gandelow, ki je bil uporabljen tudi kot majhen vlačilec (tovorni čoln) za prevoz blaga do večjih ladij v pristanišče in iz njih. V 1920-ih je gradnja jezu v Ardnacrushi močno vplivala na vzrejo lososa, tako da je uvedba kvot do leta 1950 povzročila zmanjšanje ribolova lososa.  Do leta 2006 se je večina ribičev odrekla svojim vlečnim mrežnim dovoljenjem in industrija zdaj praktično miruje. 
V skladu s spreminjajočim se gospodarskim položajem na Irskem imajo mnoga multinacionalna podjetja sedež v Limericku, danes je mesto vse večji prejemnik neposrednih tujih naložb zunaj Dublina. Dell je imel svoj glavni evropski proizvodni obrat v poslovnem parku Raheen, vendar je januarja 2009 napovedal, da ga bo zaprl in se preusmeril na Poljsko. Objekt je bil največji proizvodni obrat Della zunaj Združenih držav Amerike. Dell ostaja eden največjih delodajalcev na srednjem zahodu z več kot 1000 zaposlenimi. Analog Devices ima svojo evropsko proizvodjo v Raheenu, 3 km jugozahodno od središča mesta. Zaposluje več kot 1000 ljudi. Podružnica Johnson & Johnson Vistakon (največji svetovni proizvajalec kontaktnih leč) ima v Castletroyu velik objekt v Nacionalnem tehnološkem parku in zaposluje blizu 1000 ljudi. To je edini proizvodni obrat Vistakona zunaj Združenih držav Amerike in ena največjih tovarn za izdelavo kontaktnih leč na svetu. Podjetje Cook Medical, največje svetovno podjetje za medicinske pripomočke v zasebni lasti, zaposluje več kot 800 ljudi.
Nedavna gospodarska recesija na Irskem je močno vplivala na Limerick. Objava v letu 2009, ki jo je družba Dell predstavila za premik proizvodnega obrata iz Limericka na Poljsko, je opustošila lokalno gospodarstvo. V Dellu je bilo izgubljenih 1900 delovnih mest in menijo, da je za vsako službo, ki je bila izgubljena pri Dellu, vsaj še 4 do 5 ogroženih. Zaprtje proizvodnega obrata Dell je znašala 2 % nacionalnega BDP-ja Irske. Upad v gradbeništvu je prav tako zahteval številna delovna mesta. Od leta 2012 je brezposelnost postala glavna težava po mestu, pri čemer je stopnja brezposelnosti v mestu znašala 28,6 %, kar je skoraj dvakrat več od nacionalnega povprečja.

### Tržnica mleka
Tržnica mleka na Cornmarket Row v središču mesta prodaja lokalno hrano in izdelke. Trg ureja družba Limerick Market in je eden najstarejših trgov v državi. Odprt je v petek, soboto in nedeljo. Leta 2010 so prenovili prostore v pokritem okolju. Delo je vključevalo gradnjo velikega nadstropja nad obstoječimi tržnimi prostori in je bilo uradno ponovno odprto junija 2010.
Leta 2011 je Kraljevi inštitut arhitektov Irske (RIAI) trgu podelil nagrado po izbiri ljudi ('Peoples Choice Award'). Projekt so projektirali lokalni arhitekti Healy & Partners. Sodelovali  so tudi lokalni gradbeni in konstrukcijski inženirji družbe Dennany Reidy.

## Slike
- Grad kralja Ivana brez dežele
- Most Sylvestra O'Hallorana
- Obrežje mesta Limerick
- Spomenik pogodbi na bregu reke Shannon
- Stolnica svete Marije
- Limerick s Škofovega obrežja